# Henry Goodricke
Henry Goodricke, 2:e baronet, född 1642, död 1705, var en engelsk diplomat, militär och politiker. Han var farfars bror till diplomaten John Holyoaks Goodricke och farfars farbror till astronomen John Goodricke. 
Goodricke var medlem av underhuset på 1670-talet och 1678-1682 utomordentligt sändebud i Madrid. År 1688 understödde han Vilhelm av Oranien, utnämndes till generallöjtnant, intogs i Privy council och tillhörde underhuset från 1688 till sin död.